# Maria Beasley
Maria Elisabeth Beasley née Hauser, le 27 février 1836 à Bethania en Caroline du Nord et morte en 1913 à New York, était une inventrice et entrepreneure américaine. Elle est connue pour ses contributions dans les domaines de la sécurité en mer, du transport ferroviaire, de l'emballage et de la tonnellerie.
Maria Beasley a obtenu des brevets pour plusieurs de ses inventions, notamment un radeau de sauvetage escamotable équipé de dispositifs de flottaison et de supports de sécurité. En 1880, elle a également inventé une machine à fabriquer des sacs en papier renforcés, qui a eu un impact significatif sur l'industrie de l'emballage.
Malgré les défis auxquels elle a fait face en tant que femme entrepreneure à l'époque, Maria Elisabeth Beasley a réussi à déposer une quinzaine de brevets, à commercialiser ses inventions et à établir plusieurs entreprises prospères.
Son travail novateur et sa contribution à la sécurité maritime et ferroviaire, à la fabrication de tonneaux et à l'emballage ont laissé un héritage durable. Maria Elisabeth Beasley est reconnue comme une pionnière dans son domaine et continue d'inspirer les inventeurs et les entrepreneurs d'aujourd'hui.

## Jeunesse
Maria Hauser, naît en 1836 en Caroline du Nord au sein d'une famille aisée,,,. Ses parents sont Anna Johanna Spach et Christian Hauser. Son père est meunier. Maria montre dès son jeune âge un vif intérêt pour la mécanique et passe du temps à se familiariser avec les machines du moulin de son père et la distillerie de son grand-père,. À l'âge de treize ans, elle construit un petit voilier capable de la transporter elle et son chien en toute sécurité. De plus, elle est connue pour avoir créé plusieurs moulins à eau fonctionnels par elle-même, sans l'aide de quiconque,. L'un de ses grands-pères, Jacob Hauser, est propriétaire d'une distillerie au Kentucky et lorsque Maria lui rend visite dans son entreprise, elle apprend le métier de tonnelier et découvre le besoin urgent de son grand-père d'une méthode améliorée, au point qu'il avait parcouru 1 000 miles à la recherche de solutions,.
Le 22 janvier 1860, Maria épouse un médecin de Caroline du Nord nommé John Quincy Adams Beasley et prend son nom,. Ils ont deux fils : Charles Oscar (né en 1858) et Walter (né en 1860),. Vers 1861, au début de la Guerre civile américaine, John Beasley tombe malade. Maria Beasley déménage la famille dans la maison de son grand-père au Kentucky (qu'il lui lèguera plus tard). Ils y vivent pendant au moins dix ans. Maria Beasley décide ensuite qu'il y aurait de meilleures opportunités éducatives pour leurs fils plus au nord, elle vend donc les terres du Kentucky et déménage à nouveau la famille, cette fois à Philadelphie, en Pennsylvanie.

## Carrière

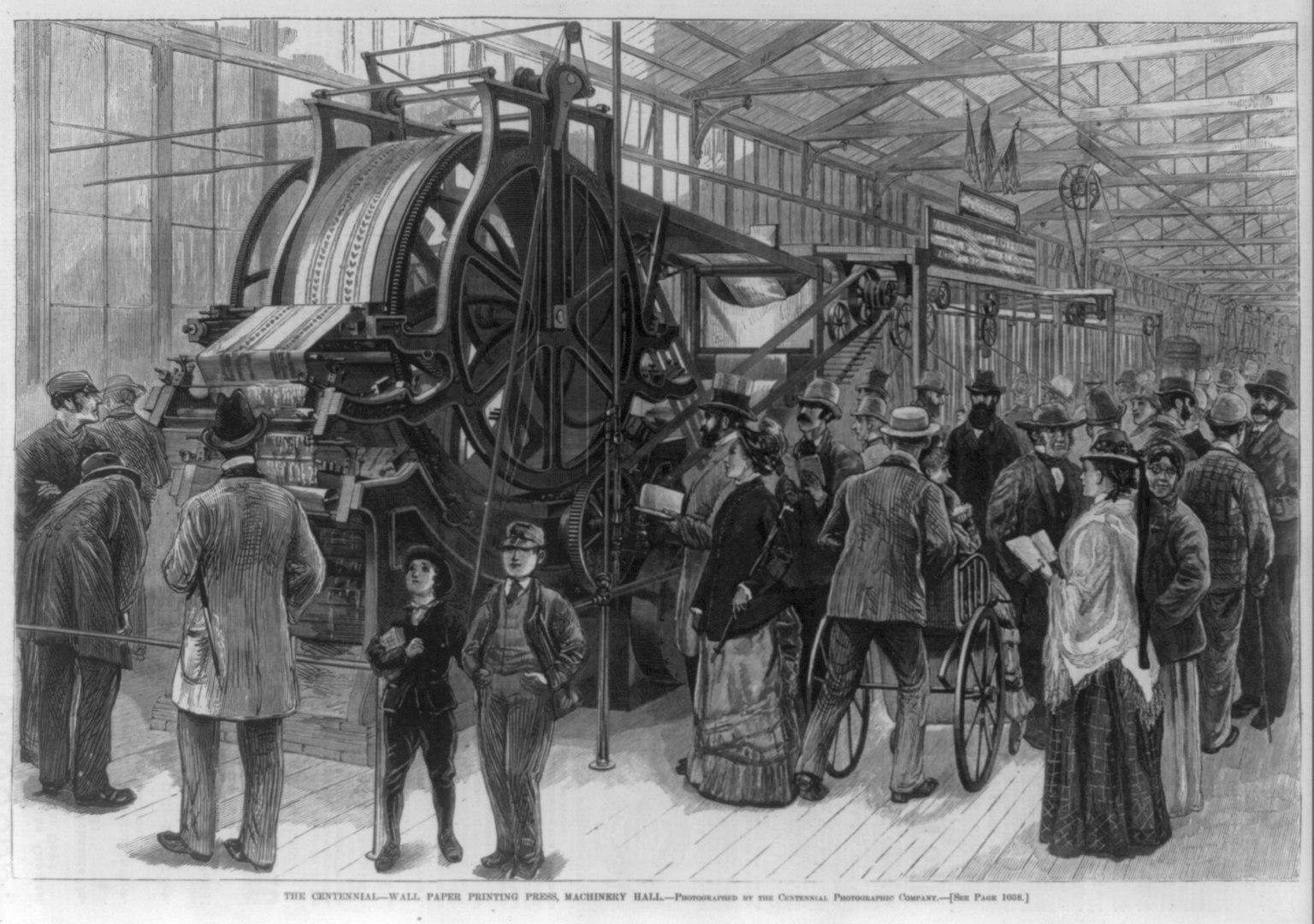
Une presse d'impression de papier peint a été exposée lors de l'Exposition universelle de 1876 que Maria Beasley visitait fréquemment.

Pendant son séjour à Philadelphie, Maria Beasley se déclare couturière dans les annuaires de la ville. En 1876, lorsque l'Exposition universelle ouvre ses portes à Philadelphie, Maria Beasley en devient une visiteuse assidue des expositions du hall des machines industrielles,. Cette expérience la pousse à concevoir ses propres inventions. En 1878 et 1879, elle dépose ses premiers brevets : un dispositif amélioré de chauffe-pieds et une conception de rôtissoire.
En 1880, Maria Beasley se consacre à l'invention d'une nouvelle machine pour fabriquer plus efficacement des tonneaux. Elle visite différentes entreprises qui en fabriquent à travers tout le pays pour étudier les procédures de fabrication et conclut que l'étape la plus difficile consiste à placer des cercles métalliques autour des douelles du tonneau. Elle dépose des brevets pour une machine à cerclage de tonneaux en 1881 et en 1882. Elle expose son invention lors de l'Exposition internationale de l'industrie du coton en 1884. Son invention a un impact significatif sur la production industrielle de tonneaux, sa machine pouvant cercler jusqu'à 1 700 tonneaux par jour. Elle concède son brevet sous licence à la Standard Oil pour 175 dollars par mois pour une seule machine,. Maria Beasley s'appuie sur ce succès et continue d'inventer au moins cinq autres machines et procédés industriels liés à la tonnellerie. En continuant à déposer des brevets pour ses autres inventions, elle obtient un soutien financier en transférant partiellement des droits à des partenaires commerciaux. Avec l'aide de ses investisseurs, elle fonde la Beasley Standard Barrel Manufacturing Company en 1884 dont elle est l'actionnaire majoritaire. Sept ans plus tard, l'entreprise est rachetée par l'American Barrel and Stave Company pour 1,4 million de dollars (
soit 39 837 778 $ en 2025).
En 1891, lorsqu'elle vit à Chicago, Maria Beasley se présente officiellement comme inventrice dans ses publicités, et elle devient cofondatrice et directrice de la Wabash Avenue Subway Transportation Company qui a pour projet de construire un nouveau système de métro à Chicago,. Un an auparavant, elle était devenue cofondatrice de la nouvelle société Chicago Barrel avec un capital initial de 500 000 dollars. Les innovations de Maria Beasley ont été exposées lors de l'Exposition universelle de 1893. Sa famille la soutenait dans ses efforts, John Quincy, son mari, devient ainsi son agent de brevets pour l'aider à commercialiser ses créations, tandis que leur fils Walter gérait les opérations dans son usine. L'historienne B. Zorina Khan souligne que malgré les lois sur la coverture qui donnaient aux hommes des droits légaux sur les gains et les biens de leurs épouses, John Beasley a explicitement renoncé à tous les droits qu'il aurait pu avoir sur les transactions commerciales de sa femme, garantissant ainsi que ses clients et partenaires ne pourraient pas abuser de son statut légal de femme mariée pour revenir sur leurs accords.
Au milieu des années 1890, Maria Beasley s'est intéressée à l'étude du problème du transport réussi de marchandises périssables sur de longues distances en train. Elle pensait que la solution résidait dans l'amélioration de la vitesse des trains par l'électrification, plutôt que de compter sur des wagons frigorifiques pour maintenir les marchandises au frais. Elle a construit une courte ligne de chemin de fer expérimentale autour de sa propriété et a commencé à réfléchir aux moyens de redessiner un train pour le soutenir et résister à des vitesses allant jusqu'à 100 milles par heure. En mars 1895, James G. Hulse, Parker Crittenden et John W. Hill fonde la société Inter Ocean Electric Railway avec un capital de 200 millions de dollars (la société à capital le plus élevé constituée dans l'Ouest à l'époque) et la société a annoncé son intention de construire un chemin de fer électrique surélevé entre New York, Chicago et San Francisco, Maria Beasley en est présentée comme la principale conceptrice. Ses contributions répertoriées comprenaient la conception d'un moteur de forme plus aérodynamique, un "verre télescopique" pour aider les ingénieurs de train à voir plus loin sur la voie et un dispositif permettant de faire circuler de l'eau froide et de l'air autour des essieux du train, réduisant ainsi le risque d'incidents de surchauffe Elle a obtenu un brevet pour un "Moyen de prévenir le déraillement des wagons de chemin de fer" en 1898.
Maria Beasley a déposé un total de quinze brevets aux États-Unis et a déposé des brevets britanniques supplémentaires pour deux de ces inventions. Ses autres inventions non liées aux tonneaux comprenaient deux brevets pour un radeau de sauvetage escamotable (1880 et 1882), une machine pour coller les parties supérieures des chaussures (1882) et une méthode de fabrication de papier peint (1890).
Malgré ses nombreuses réalisations en tant qu'inventrice, la renommée de Beasley a été relativement éphémère, et elle est tombée dans l'obscurité après sa mort. Cependant, au cours des dernières décennies, son héritage a été redécouvert et elle est devenue une figure importante de l'histoire des femmes dans l'invention et de l'innovation technologique.

### Inventions

#### Chauffe-pieds
En 1878, Maria Beasley dépose son premier brevet pour les améliorations qu'elle apporte à un chauffe-pieds. Il utilise un réservoir d'eau chauffée soit par une flamme directe, soit par la chaleur d'une lampe. Deux tuyaux sont utilisés pour évacuer la fumée générée et la vapeur produite dans la chambre de chauffe qui se trouve directement sous la surface rembourrée sur laquelle l'utilisateur pose les pieds. En raison du risque d'incendie lié à la flamme nue de la lampe, Maria Beasley fixe les lampes sur de petits supports structurels qui peuvent être déplacés à l'intérieur et à l'extérieur de la chambre par une porte. Les lampes se redressent également automatiquement si le chauffe-pieds est renversé, réduisant ainsi davantage encore les risques d'incendie ou d'explosion.

#### Machine à cercler les tonneaux
Auparavant, tous les tonneaux étaient fabriqués à la main dans un processus manuel. En 1880, après avoir observé de nombreuses entreprises désespérément à la recherche de tonneliers, elle réfléchit à créer une machine qui permettrait de fabriquer des tonneaux et d'éliminer le besoin de main d'œuvre spécialisée. Elle crée ainsi une machine à cercler les tonneaux capable d'assembler de manière fiable et efficace les pièces de bois pour créer des tonneaux.
En 1881, Maria Beasley dépose son premier brevet pour une machine à cercler les tonneaux, suivi d'une deuxième version du brevet (dont un déposé au Royaume-Uni) en 1882,. Sa machine est conçue pour fixer fermement les cerceaux sur les deux côtés du tonneau simultanément, en utilisant deux têtes à mouvement alternatif, des "orteils de cerclage" solidement fixés pour guider les cerceaux, ainsi qu'une combinaison de ressorts, de vis et de leviers. Son brevet mis à jour vise à prendre en compte les différences et les imperfections dans la forme des douelles et des cerceaux de tonneau ; il utilise des bras et des mâchoires réglables radialement pour maintenir les matériaux plus fermement en place. Le design final était capable de cercler 1600 à 1700 tonneaux par jour, bien plus que ce qu'un tonnelier pouvait faire seul.
En 1912, le brevet de Beasley pour la machine à cercler les tonneaux générait 20 000 dollars de redevances annuelles (
soit 529 862 $ en 2025) – dont une grande partie provenait des raffineries de pétrole et de sucre où l'invention était devenue populaire.
En plus de ses deux machines à cercler les tonneaux, Beasley a également breveté au moins cinq autres innovations liées aux tonneaux : un processus de fabrication des tonneaux (1886), deux machines à fabriquer des tonneaux (1884 et 1888), une machine pour assembler les tonneaux (1888) et un processus pour entailler et couper les cerceaux (1891).

#### Conception de radeau de sauvetage

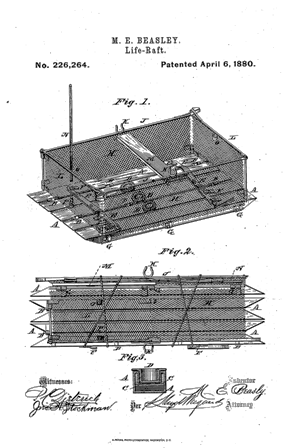
Premier brevet de radeau de sauvetage de Beasley, 6 avril 1880

Beasley a obtenu deux brevets pour un radeau de sauvetage amélioré, l'un en 1880 et l'autre en 1882. Le radeau de Beasley utilise une base de flotteurs en métal pliables qui est plus flexible et facilite le stockage à bord d'un navire, comprenant également des conteneurs hermétiques pour protéger les provisions périssables. Dans sa conception mise à jour, elle permet l'utilisation réversible du radeau avec plus de facilité (en cas de retournement accidentel) en ajustant la surface des flotteurs en métal et en incluant une rambarde réglable.
Bien que certaines sources sur Internet prétendent que les radeaux de sauvetage de Beasley ont été utilisés sur le RMS Titanic en 1912, sauvant environ 700 vies, l'auteur David H. Cropley remet en question la crédibilité de cette affirmation. Le Titanic transportait des canots de sauvetage, pas des radeaux de sauvetage. Bien que quatre des canots de sauvetage du navire utilisaient des conceptions en toile pliable, ils ne semblent pas être basés sur la conception de Beasley et, en tout cas, le nombre limité de canots de sauvetage pliables n'aurait pas été suffisant pour sauver les centaines de passagers mentionnés dans les récits.

#### Dispositif anti-déraillement pour trains
En 1898, Beasley a obtenu un brevet pour un "Dispositif permettant d'empêcher le déraillement des wagons de chemin de fer". Avec l'utilisation de la propulsion électrique, les trains atteignaient maintenant des vitesses plus élevées, ce qui nécessitait des dispositifs de sécurité supplémentaires pour réduire la possibilité de déraillement. Le dispositif anti-déraillement de Beasley est une combinaison d'une rambarde et d'un dispositif de verrouillage. La rambarde utilise une partie supérieure de rebord robuste (un bord ou une jante saillante), située du côté intérieur du rail, qui s'engage avec un tenon (un dispositif de verrouillage mécanique) relié au train. En cas de risque de déraillement d'une voiture de train, le tenon et le rebord empêchent la voiture de quitter les rails et rétablissent un mouvement régulier. Le tenon doit être rigidement fixé en position pour éviter le risque de contrainte et d'arrachement de ses attaches.

## Décès
Beasley est décédée en 1913,. Elle est inhumée dans la tombe familiale au cimetière de Fernwood à Lansdowne dans le Delaware.